# Peter Petráš
Peter Petráš (ur. 7 maja 1979 w Dubnicy nad Váhom) – piłkarz słowacki grający na pozycji środkowego obrońcy lub defensywnego pomocnika.

## Kariera klubowa
Petráš jest wychowankiem klubu MFK Dubnica, wtedy zwanym ZTS Kerametal Dubnica. W sezonie 2000/2001 zadebiutował w jego barwach w II. lidze. W połowie sezonu trafił do grającego w Superlidze Interu Bratysława, gdzie od początku miał pewnie miejsce w wyjściowej jedenastce i już w pierwszym sezonie wywalczył zarówno mistrzostwo jak i Puchar Słowacji. W 2002 roku zajął z Interem 3. pozycję w lidze, ale w kolejnych zespół spisywał się dużo słabiej, m.in. w sezonie 2004/2005 broniąc się przed spadkiem. W trakcie sezonu 2005/2006 roku Peter przeszedł do Artmedii Petržalka, z którą osiągnął swój kolejny sukces – wicemistrzostwo kraju.
Na początku 2006 roku za ponad 400 tysięcy euro Słowak przeszedł do rosyjskiego Saturna Ramienskoje. W Premier Lidze zadebiutował 19 marca w zremisowanym 1:1 wyjazdowym spotkaniu z Zenitem Petersburg. Od początku sezonu wywalczył miejsce w podstawowym składzie, a na koniec sezonu zajął z Saturnem 11. miejsce.
W zimie 2009 roku Petráš wrócił na Słowację i został zawodnikiem Slovana Bratysława. Następnie grał w takich klubach jak: Lewski Sofia, Tatran Preszów, ŠKF Sereď, FC Nitra i Inter Bratysława. W 2018 przeszedł do FC Petržalka 1898.
| Sezon   | Klub                          | Kraj     | Rozgrywki             | Mecze | Bramki |
| ------- | ----------------------------- | -------- | --------------------- | ----- | ------ |
| 2000/01 | ZTS Kerametal Dubnica         | Słowacja | II. liga              | ?     | ?      |
| 2000/01 | Inter Bratysława              | Słowacja | Superliga             | 14    | 0      |
| 2001/02 | Inter Bratysława              | Słowacja | Superliga             | 26    | 1      |
| 2002/03 | Inter Bratysława              | Słowacja | Superliga             | 10    | 0      |
| 2003/04 | Inter Bratysława              | Słowacja | Superliga             | 21    | 0      |
| 2004/05 | Inter Bratysława              | Słowacja | Superliga             | 30    | 1      |
| 2005/06 | Inter Bratysława              | Słowacja | Superliga             | 3     | 1      |
| 2005/06 | Artmedia Petržalka Bratysława | Słowacja | Superliga             | 16    | 0      |
| 2006    | Saturn Ramienskoje            | Rosja    | Rosyjska Premier Liga | 28    | 0      |
| 2007    | Saturn Ramienskoje            | Rosja    | Rosyjska Premier Liga | 23    | 0      |
| 2008    | Saturn Ramienskoje            | Rosja    | Rosyjska Premier Liga | 3     | 0      |
| 2008/09 | Slovan Bratysława             | Słowacja | Superliga             | 11    | 1      |
| 2009/10 | Slovan Bratysława             | Słowacja | Superliga             | 13    | 1      |
| 2009/10 | Lewski Sofia                  | Bułgaria | A PFG                 | 10    | 2      |
| 2010/11 | Tatran Preszów                | Słowacja | Superliga             | 25    | 0      |
| 2011/12 | Tatran Preszów                | Słowacja | Superliga             | 26    | 1      |
| 2012/13 | Tatran Preszów                | Słowacja | Superliga             | 30    | 2      |
| 2013/14 | Tatran Preszów                | Słowacja | Superliga             | 27    | 1      |
| 2014/15 | ŠKF Sereď                     | Słowacja | II liga               | 18    | 0      |
| 2014/15 | FC Nitra                      | Słowacja | II liga               | 15    | 1      |
| 2015/16 | FC Nitra                      | Słowacja | II liga               | 17    | 0      |
| 2015/16 | Inter Bratysława              | Słowacja | III liga              | ?     | ?      |
| 2016/17 | Inter Bratysława              | Słowacja | III liga              | ?     | ?      |
| 2017/18 | Inter Bratysława              | Słowacja | III liga              | 29    | 3      |

## Kariera reprezentacyjna
W reprezentacji Słowacji Petráš zadebiutował 1 marca 2006 roku w wygranym 2:1 towarzyskim meczu z Francją.